# Maalik Wayns
Maalik Benjamin Wayns (Filadelfia, 2 maggio 1991) è un allenatore di pallacanestro ed ex cestista statunitense naturalizzato bielorusso.

## Palmarès
- McDonald's All-American Game (2009)